# 瓜生島

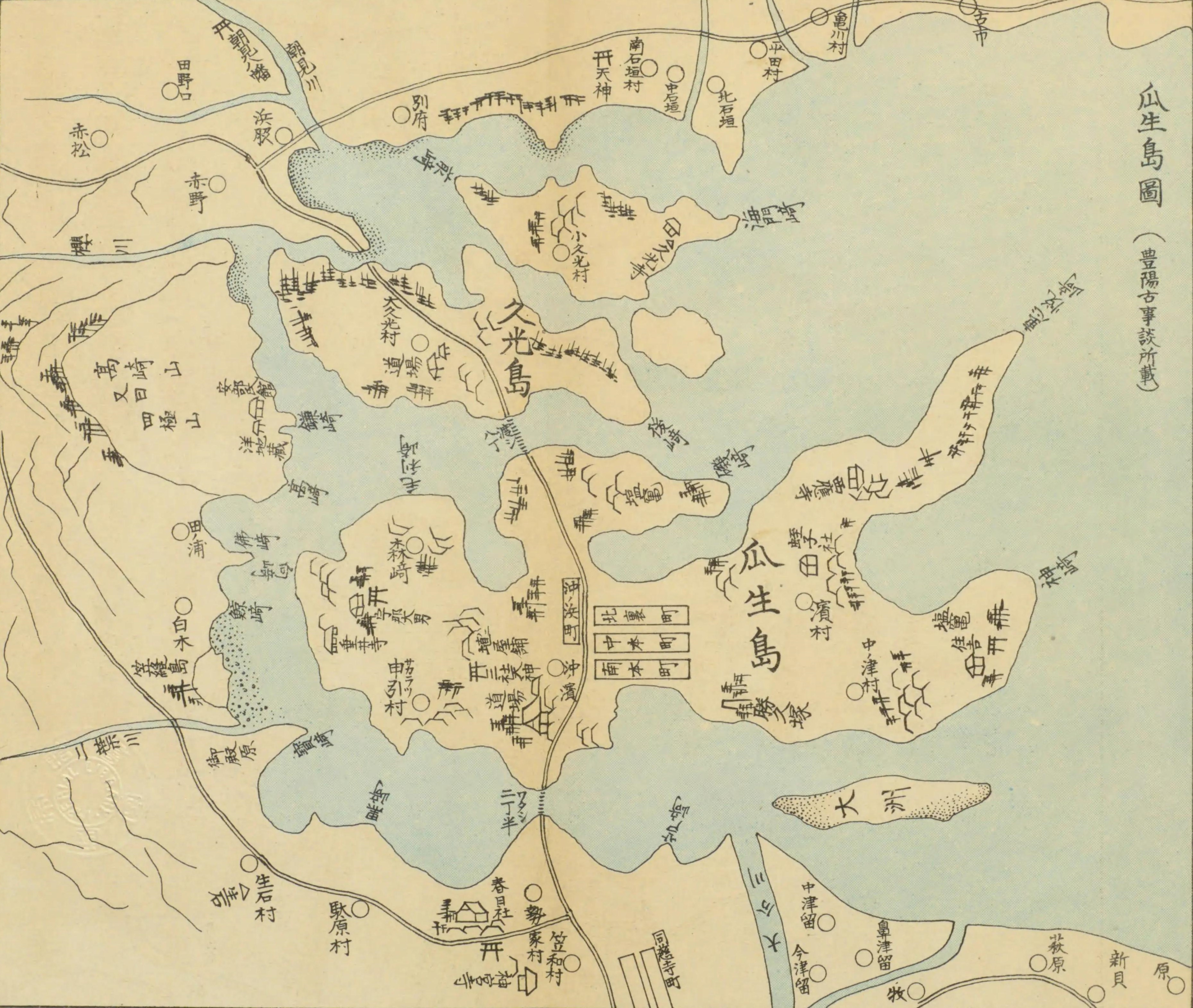
瓜生島の地図（『豊陽古事談』）

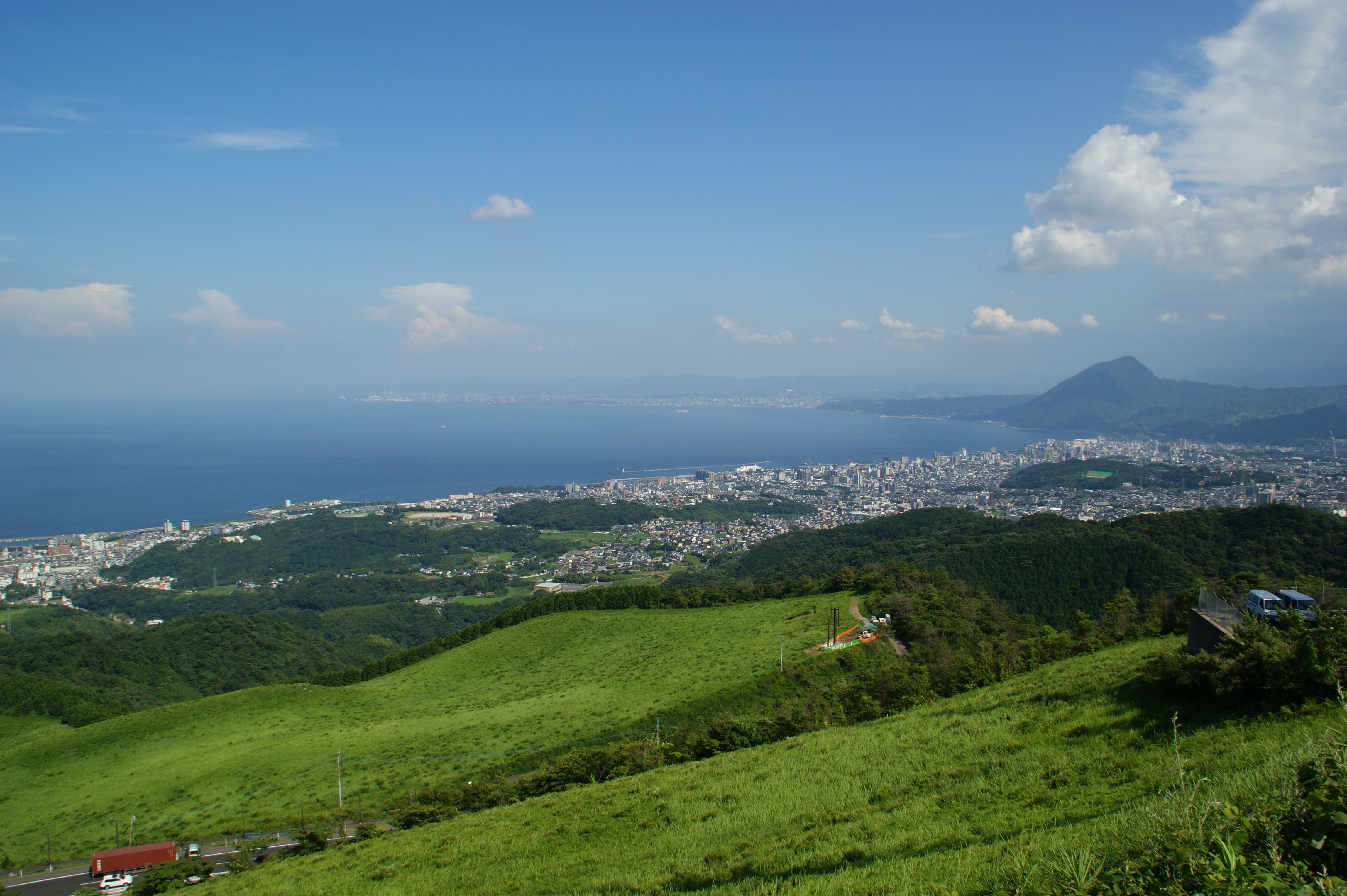
瓜生島が存在したとされる別府湾

瓜生島（うりゅうじま）は、大分県の別府湾に位置していたが、安土桃山時代に1日にして沈んだとされている島である。別名、沖の浜（おきのはま）。

## 概要
後記の『豊府紀聞』など古記録に収められた伝説や昔話を基にすると、瓜生島は別府湾の九州本土（現在の大分市）から400-500メートル沖、大分川の現河口付近にあり、島の周囲は約12キロメートル、人口約5,000人だったと推定される。
島の 蛭子（えびす）神社にあった 蛭子像の顔を不心得者が赤く塗った祟りで、島が沈んだとされる。
幕末に阿部淡斎が編纂した『雉城雑誌』は別名を「沖の浜」といい、全国から船が出入りする約1000軒もあった港町で、寺社や島津勝久の居館が並んでいたと記す。同じく幕末に書かれた『豊陽古事談』には瓜生島と、その北にあったとされる久光島などが別府湾を覆い尽くすように存在していたとする地図を載せている。
瓜生島という名称が最初に使われたと言われるのが、1699年の戸倉貞則『豊府聞書』である。同書及びその写本または異本とされる『豊府紀聞』によれば、瓜生島は1596年9月4日（文禄5年閏7月12日）の地震（慶長豊後地震）によって沈んだとされている。
この地震については、ルイス・フロイスが、「九州にある太閤の海港が地震によって被害を受けた」と言及している。この地震が実際に起きたことは 現在までの研究で判明しており、震源地は別府湾南東部で、マグニチュード7.0程度と推測されている。
沖の浜については、寛永13年（1636年）頃に成立したとみられる『徒然草嫌（もどき）評判』に、南海にあった沈島「万里が瀬」の記述に続いて「日本にも秀吉公いまだ御存生なるうちに、豊後沖の浜といへる海津、にはかに沈海と成て数百人死ける。遥なる岡に有ける楠の大木、沖に成て、近年まで潮の干ける時には木末見えし」という記述がある。
現在、大分市勢家町には「瓜生山威徳寺」という寺院が存在するが、『豊後国志』によればこの寺院は大友氏19代当主大友義長の弟、大友義正が永正10年（1513年）に瓜生島に開いたもので、沈没後に現在地に再建されたものと伝えられる。
実在したかどうかについては諸説あり、島があったとされる場所は湾の最深位置であるとして存在を否定する説、島ではなく半島だったのではないかとする説、別府市または大分市にあたる位置にあった村だったとする説など、大分川河口沖の海底に残る地すべり跡から土砂が堆積してできた島が地震による液状化と津波、その後の浸食で消失したとする説など、研究者によって見解が分かれている。
また、村だったとする説のひとつとして、実在した沖の浜という港町が地震で海没し、後世に瓜生島という別名が付けられたとする説もある。
別府湾内には、瓜生島の隣に久光島という島があって、瓜生島と同時または2年後に沈んだとされる。
このほか日本国内では、高麗島（長崎県五島列島）や万里ヶ島（鹿児島県甑島列島）に関して、瓜生島と類似した島の沈没伝説が残っている。
一夜にして沈んだ共通点を持つことから、日本のアトランティスと称されることもある。

## 瓜生島を題材とする作品
- 白石一郎『幻島記』（1976年、文藝春秋、ISBN 978-4167370022） - 歴史小説家白石一郎による短編。瓜生島伝承そのものが、学才を称えられながらも地方に埋もれたある儒者による虚構といった要旨の歴史小説。
- 志茂田景樹『幻の瓜生島伝説』（1982年、実業之日本社、ISBN 978-4041599051）
- 龍一京『大分･瓜生島伝説殺人事件』（2007年、徳間文庫、ISBN 978-4198925499）
- 星野之宣『宗像教授異考録』8巻（2008年、小学館、ISBN 978-4091821928） - 孤高の民俗学者が大胆な発想で古代史・神話の謎に迫るコミック連作短編シリーズ。本巻に収録されたエピソード「失われた島」で瓜生島の消失の謎を取り上げている。
- 京極夏彦『後巷説百物語』 - 赤えいの魚
- 瓜生島とえびすさま - まんが日本昔ばなし